# Superwoman (single)
"Superwoman" is een soul- & r&b-lied, geschreven door de Amerikaanse zangeres en liedschrijver Alicia Keys, met hulp van Linda Perry en Steve Mostyn, voor Keys' derde studioalbum, As I Am (uit 2007). Het lied is uitgebracht als de vierde en laatste single van het album.

## Informatie over het lied
In een interview op MTV, zei Keys dat "Superwoman" haar favoriete lied is van het album. Ze zei: "Iedere keer als ik het zing, denk ik er weer aan om zo te zijn zoals ik me die dag voel."
"Superwoman" is ook het openingslied voor de WNBA Spelen, waar een video bijzit waarin Keys het liedje opvoert tijdens een van haar concerten en met een shot van een aantal vrouwe die meedoen aan de WNBA.
Het lied werd op de Spaanse radio uitgebracht als de tweede single, de opvolger van "No One". Op 29 juni 2008, kwam het binnen op nummer 35 in de Spaanse Los 40 Principales hitlijst. Twee weken later klom het naar nummer 32. In de Verenigde Staten debuteerde het lied op 14 augustus 2008, op nummer 55, en staat nu op nummer 27.
In Nederland heeft het nummer de hitlijsten nog niet bereikt.

## Afspeellijst
Promo single in de VS
1. Superwoman (radioversie)
2. Superwoman (live)

## Clip
De clip werd gefilmd op 9 en 10 juni 2008. De clip werd geregisseerd door Chris Robinson, die haar ook al hielp bij onder andere de clip van het lied "Teenage Love Affair".
Keys speelt een aantal rollen van vrouwen, die werken, of studeren. Dit zijn, een jonge moeder die solliciteert, een Afrikaanse student, een astronaute, een zakenvrouw en een op Cleopatra lijkende farao. De clip kwam al op 15 juli 2008 op haar website te staan.

## Hitnotering
| "Superwoman" in de Nederlandse Top 40 - binnen 13-09-2008 | "Superwoman" in de Nederlandse Top 40 - binnen 13-09-2008 | "Superwoman" in de Nederlandse Top 40 - binnen 13-09-2008 | "Superwoman" in de Nederlandse Top 40 - binnen 13-09-2008 | "Superwoman" in de Nederlandse Top 40 - binnen 13-09-2008 | "Superwoman" in de Nederlandse Top 40 - binnen 13-09-2008 | "Superwoman" in de Nederlandse Top 40 - binnen 13-09-2008 |
| Week                                                      | 1                                                         | 2                                                         | 3                                                         | 4                                                         | 5                                                         |                                                           |
| --------------------------------------------------------- | --------------------------------------------------------- | --------------------------------------------------------- | --------------------------------------------------------- | --------------------------------------------------------- | --------------------------------------------------------- | --------------------------------------------------------- |
| Nummer                                                    | 39                                                        | 31                                                        | 28                                                        | 36                                                        | 40                                                        | uit                                                       |